# Cladothela ningmingensis
Cladothela ningmingensis är en spindelart som beskrevs av Zhang, Yin och Youhui Bao 2004. Cladothela ningmingensis ingår i släktet Cladothela och familjen plattbuksspindlar. Inga underarter finns listade i Catalogue of Life.